# Andreas Nödl
Andreas Nödl (* 28. Februar 1987 in Wien) ist ein ehemaliger österreichischer Eishockeyspieler, der im Verlauf seiner aktiven Karriere zwischen 2003 und 2019 unter anderem 195 Spiele für die Philadelphia Flyers und Carolina Hurricanesin der National Hockey League (NHL) auf der Position des rechten Flügelstürmers bestritten hat. Darüber hinaus absolvierte Nödl weitere 379 Spiele für den HC Innsbruck, EC KAC, EC Red Bull Salzburg und die Vienna Capitals in der österreichischen Erste Bank Eishockey Liga (EBEL). Mit den Wienern gewann er im Jahr 2017 die österreichische Meisterschaft.

## Karriere

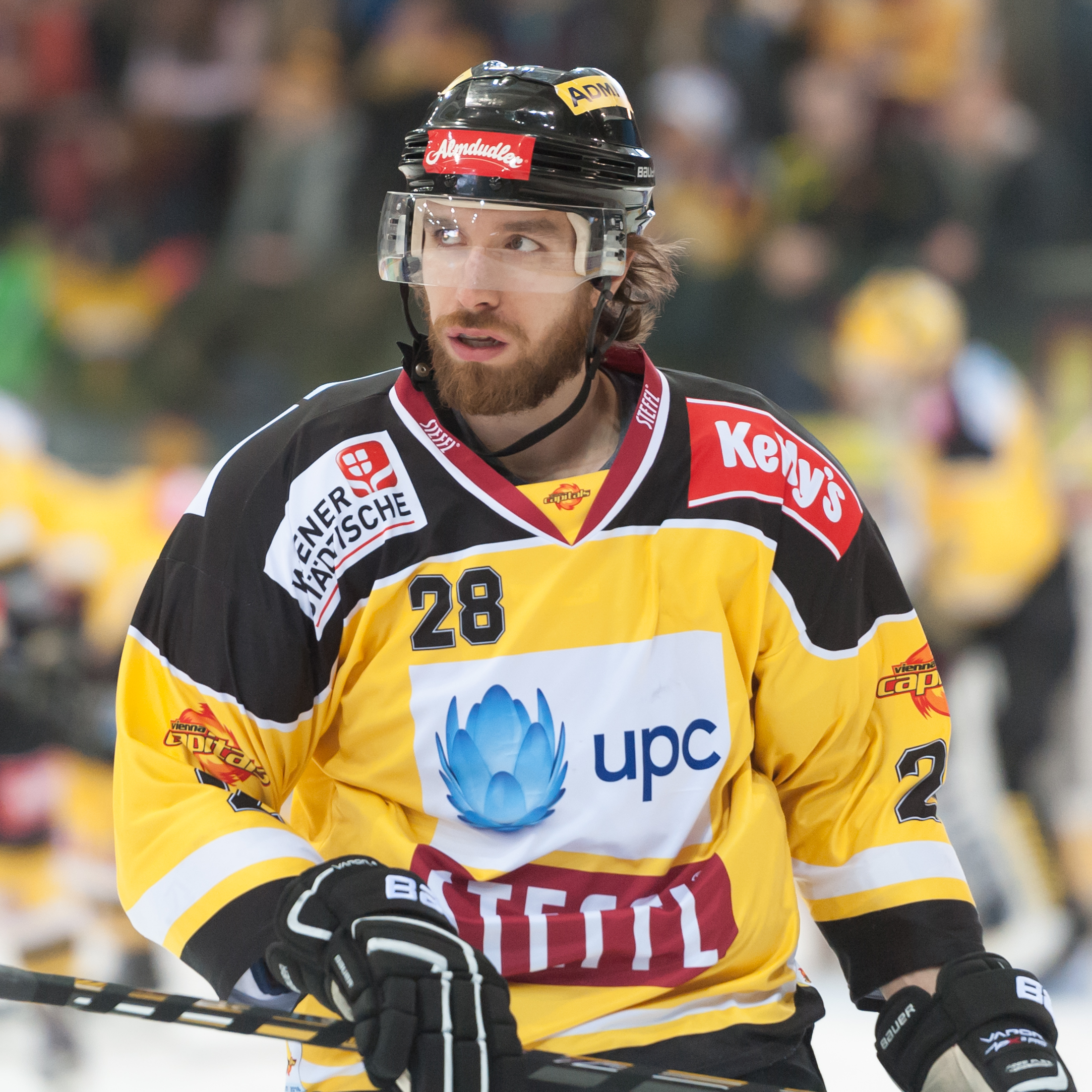
Nödl im Trikot der Vienna Capitals (2016)

Andreas Nödl begann seine Karriere beim Wiener Eislöwen-Verein, wo er die gesamte Nachwuchsabteilung durchlief. Während des NHL Entry Draft 2006 wurde Nödl in der zweiten Runde als insgesamt 39. Spieler von den Philadelphia Flyers ausgewählt. Zuvor hatte er zwei Jahre bei den Sioux Falls Stampede in der United States Hockey League verbracht und war dort 2006 in das USHL All-Star-Team gewählt worden. Nach Thomas Vanek, der dort drei Jahre lang spielte, war Nödl der zweite Österreicher im Verein aus South Dakota. Anschließend verbrachte er zwei Jahre im NCAA-Team der St. Cloud State University, den St. Cloud State University Huskies in St. Cloud, Minnesota. In seiner ersten Spielzeit dort wurde er zum Rookie of the Year gekürt.
Gegen Ende der Saison 2007/08 wurde Nödl in das AHL-Farmteam der Flyers, die Philadelphia Phantoms berufen, wo er sein Debüt im professionellen Eishockey gab. Obwohl er mit den Phantoms die Saison 2008/09 in der AHL begann, wurde der Österreicher am 21. Oktober 2008 von den Flyers in das NHL-Team beordert. Bei der 6:7-Niederlage gegen die San Jose Sharks, seinem Debüt in der National Hockey League, gelang dem Flügelspieler ein Assist. Am 29. November 2011 wurde Nödl von den Philadelphia Flyers auf die Waiverliste gesetzt und von den Carolina Hurricanes ausgewählt. Nach einem Lockout in der nordamerikanischen NHL gab Nödl ein bis 4. November 2012 begrenztes Gastspiel beim HC Innsbruck. Dort erzielte er in 17 Spielen insgesamt 15 Scorerpunkte für die Tiroler. Danach kehrte er zurück in die NHL und spielte bis zum Ende der Saison 2012/13 weiterhin in Carolina.
Im Anschluss verließ Nödl nach insgesamt 195 NHL-Spielen, in denen er 15 Tore erzielt und 21 Vorlagen gegeben hatte, Nordamerika in Richtung Europa und absolvierte zunächst Try-outs bei den Schweizer Vereinen Lausanne HC und Kloten Flyers, wechselte schließlich aber im Oktober 2013 zurück nach Österreich zum EC KAC. Dort hatte er nur einen Kurzzeitvertrag bis November und wechselte danach innerhalb der österreichischen Erste Bank Eishockey Liga zum EC Red Bull Salzburg, wo er bis zum Sommer 2014 unter Vertrag stand. Im Oktober 2014 wurde er dann von den Vienna Capitals zunächst bis Saisonende verpflichtet. Im Juli 2015 erhielt Nödl nach dem Abgang von Markus Schlacher eine Vertragsverlängerung über zwei Jahre. Im August 2017 wurde er zum neuen Kapitän der Vienna Capitals ernannt. Am 1. August 2019 beendete Nödl seine aktive Karriere.

### International
Für Österreich nahm Nödl an den U18-Junioren-Weltmeisterschaften der Division I 2003, 2004 und 2005 teil. Des Weiteren stand er im Aufgebot Österreichs bei der U20-Junioren-Weltmeisterschaft der Top-Division 2004 und U20-Junioren-Weltmeisterschaft der Division I 2005.
Sein Debüt in der österreichischen Herren-Auswahl gab Nödl bei der Weltmeisterschaft 2009, als er am 29. April im Spiel der Top-Division gegen Lettland, das 0:2 verloren ging, eingesetzt wurde. Insgesamt absolvierte er vier Partien bei dieser Weltmeisterschaft. Erst fünf Jahre später, bei den Olympischen Winterspielen 2014 im russischen Sotschi, wurde er erneut für ein großes Turnier nominiert.

## Erfolge und Auszeichnungen
| - 2006 Teilnahme am USHL All-Star Game - 2006 USHL All-Star Game Most Valuable Player - 2006 USHL First All-Star Team - 2007 WCHA Rookie of the Year | - 2007 WCHA All-Rookie Team - 2007 Tim Taylor Award - 2008 WCHA Second All-Star Team - 2017 EBEL-Meister und Österreichischer Meister mit den Vienna Capitals |

## Karrierestatistik

### International
Vertrat Österreich bei:
| - U18-Junioren-Weltmeisterschaft der Division I 2003 - U20-Junioren-Weltmeisterschaft 2004 - U18-Junioren-Weltmeisterschaft der Division I 2004 - U20-Junioren-Weltmeisterschaft der Division I 2005 | - U18-Junioren-Weltmeisterschaft der Division I 2005 - Weltmeisterschaft 2009 - Olympischen Winterspielen 2014 |

(Legende zur Spielerstatistik: Sp oder GP = absolvierte Spiele; T oder G = erzielte Tore; V oder A = erzielte Assists; Pkt oder Pts = erzielte Scorerpunkte; SM oder PIM = erhaltene Strafminuten; +/− = Plus/Minus-Bilanz; PP = erzielte Überzahltore; SH = erzielte Unterzahltore; GW = erzielte Siegtore; 1 Play-downs/Relegation; Kursiv: Statistik nicht vollständig)